# Estadio Aristocles „Toco” Castillo
Toco Castillo – wielofunkcyjny stadion znajdujący się w mieście Santiago de Veraguas w Panamie. Wcześniej był używany jako stadion na którym swoje mecze rozgrywała drużyna piłkarska Atletico Veraguense Veraguas, która obecnie korzysta ze stadionu Estadio Municipal de Veraguas. Stadion posiada 2000 miejsc siedzących.